# Affaire Joniaux
L'affaire Joniaux est une affaire criminelle qui défraya la chronique en Belgique et en Europe en 1894 et 1895. Marie-Thérèse Joniaux, née Ablaÿ, issue d'une grande famille d'officiers supérieurs belges est condamnée pour avoir empoisonné une sœur, un oncle et un frère afin d'en retirer des bénéfices financiers. Le procès se déroule du 7 janvier au 3 février 1895 et captive l'attention du grand public. L'accusée est condamnée à mort à l'issue du procès.

## Déroulement
L'affaire Joniaux éclate au grand jour lors de l'arrestation de Marie-Thérèse Joniaux. Celle-ci intervient à la suite d'une plainte introduite par la compagnie d'assurance londonienne Gresham auprès du procureur du roi d'Anvers. La compagnie soupçonne en effet la bénéficiaire d'une police d'assurance sur la vie qui s'élève à 100 000 francs belges d'avoir assassiné son frère. Le juge d'instruction, Eugène Hayoit de Termicourt, est aussitôt saisi. Alfred Ablaÿ est mort au 33 de la rue des Nerviens à Anvers, dans l'hôtel bourgeois cossu qu'habitent sa sœur, Marie Thérèse Joniaux-Ablaÿ et son mari, Henri Joniaux, le 6 mars 1894. L'empressement de Marie Thérèse Joniaux à enterrer rapidement son frère, le lendemain, vendredi, ou samedi au plus tard, le fait qu'elle ne prévienne les assureurs que le lundi suivant et ses réponses aux inspecteurs de la compagnie d'assurance ont conduit ces derniers à déposer plainte et solliciter une enquête. Marie-Thérèse Joniaux est la fille d'un Lieutenant-Général, aide de camp du Roi. Elle est d'abord entendue libre mais le 17 avril 1894, le juge lui signifie qu'elle est désormais en état d'arrestation. L'instruction se déroulera jusqu'au terme de l'année. L'acte d'accusation est établi le 15 septembre 1894. Il sera intégralement publié dans la presse le 6 janvier 1895 à la veille du procès qui se déroule du 7 janvier au 3 février 1895.

### L'instruction

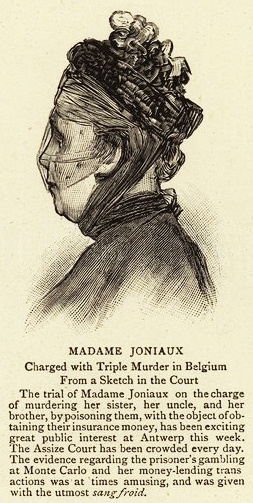
Marie Thérèse Joniaux lors de son procès, croquis d'époque paru dans The Graphic (Londres), le 12 janvier 1895

L'instruction est menée tambour battant et accumule les surprises. On scrute l'histoire de Marie-Thérèse Joniaux, on examine son premier mariage en 1869 avec un bibliophile notoire, Frédéric Faber qui lui a donné une fille, Jeanne Faber. Les circonstances de sa mort, survenue le 4 décembre 1884, semblent suspectes au juge Hayoit de Termicourt, qui envisage en 1894, dix ans après les faits, de faire pratiquer une autopsie. Celle-ci ne sera finalement pas faite. En revanche, il ordonne les exhumations de Léonie Ablaÿ, sœur de l'accusée, Jacques Van de Kerkhove, oncle par alliance de l'accusée et enfin Alfred Ablaÿ, frère de l'accusée, mort il y a quelques jours. Les autopsies des deux premiers ne permettent pas aux médecins légistes de Visscher, de l'université de Gand, et Van Vyve, attaché au tribunal d'Anvers, de conclure fermement, mais prouvent néanmoins que, dans un cas comme dans l'autre, les causes de décès invoquées sur les actes de décès ne peuvent pas être le reflet de la réalité. Les chimistes mobilisés, Bruylants et Druyts, étudient également les cadavres. Pour Alfred Ablaÿ, mort en mars 1894, ils sont plus catégoriques et retrouvent des traces de produits morphiniques. L'instruction s'intéresse alors aux rapports entretenus par Marie-Thérèse Joniaux avec les médecins qu'elle consultait à Bruxelles et à Anvers ainsi qu'avec les pharmaciens, chez qui on ne tarde pas de découvrir qu'elle achetait régulièrement de la morphine et singulièrement la veille de la mort de son frère Alfred. Questionnée sur ce fait, elle s'empêtre dans une explication qui voudrait que cette commande faite à Bruxelles ait eu pour but de procurer à sa sœur, souffrante, une prescription qui faisait merveille chez elle. La sœur, Émilie, entendue séparément nie d'abord avoir jamais consommé de la morphine puis, ayant croisé furtivement sa sœur dans un couloir, elle adresse un billet au juge pour revenir sur sa déclaration et lui signifier qu'elle prend effectivement de la morphine. Ayant enfin connaissance de toute l'histoire, elle adresse à nouveau une lettre au juge pour lui dire qu'en fait c'était la prescription magistrale de sa sœur et que cette dernière souhaitait la lui voir essayer. Le juge n'en croit rien.
L'instruction établit que les besoins impérieux et récurrents d'argent de Marie-Thérèse Joniaux ont provoqué une spirale d'endettement qui l'a conduite au chantage par lettre anonyme et à l'extorsion de fonds puis au meurtre, pour préserver l'honneur de la famille, pour venir en aide à un proche, pour régler une dette d'honneur.
Elle spolie ainsi sa fille, Jeanne Faber, de l'héritage reçu à la suite du décès de son père. Menant grand train, on la retrouve à Bruxelles ou à Spa jouant dans des cercles privés et s'en faisant éconduire pour tricherie. Interpellée sur la question, elle niera cependant toujours avoir joué de manière inconvenante. Elle se remarie en 1886 avec un ingénieur des ponts-et-chaussées et obtient alors des prêts de sa belle-mère, 30 000 francs belges en 1888. Pour obtenir ces montants elle n'hésite pas à dire que son fils risque de mettre fin à ses jours si elle ne fait rien tant leur déconvenue financière est importante. Elle reçoit l'argent le 29 mai 1888. Le 1er juin 1888, elle dépose des couverts en argent au Mont-de-piété pour 140 francs belges. Début 1890, elle se lance dans une nouvelle activité lucrative, le chantage au scandale. Elle adresse ainsi des lettres anonymes réclamant de l'argent pour prix  de son silence. Elle tente par exemple de faire chanter la belle-famille de son frère à la suite du décès de Lionel, son fils, retrouvé mort dans un étang, enfermé dans un sac et la corde au cou,.
1892 est la période charnière où tout va basculer. Sa fille, Jeanne Faber est promise à Oswald Mertens. Marie Thérèse Joniaux ne peut souffrir un mariage sans faste et sans dot. Elle fait donc assurer sur la vie sa sœur Léonie pour un montant de 70 000 francs belges scindés sur deux compagnies distinctes, la Néerlandaise et la Bâloise. Elle donnera des motifs différents selon que ses interlocuteurs seront les assureurs ou sa sœur ou le juge d'instruction. Lors du procès, elle expliquera qu'il s'agissait là de couvrir une dette sacrée contractée par la très respectable Madame Ablaÿ mère et liée à un terrible secret dévoilé sur son lit de mort à la seule Émilie. L'assurance une fois souscrite, Léonie vient habiter chez sa sœur, rue des Nerviens à Anvers. Elle y meurt le 24 février 1892, le médecin parle de fièvre typhoïde. Les polices d'assurance sont soldées en mars et en avril, pour partie au bénéfice de Marie-Thérèse Joniaux et au bénéfice de Jeanne Faber, sa fille, pour le reste. Aussitôt, elle entreprend un grand voyage à Monaco et en Italie et en octobre ou novembre 1892, se retrouve à nouveau dans des difficultés financières inextricables.
L'instruction établira que le couple Joniaux-Ablaÿ avait un passif de près de 100 000 francs belges en 1892; de 120 000 francs belges en 1893; de 140 000 francs belges en 1894,,.

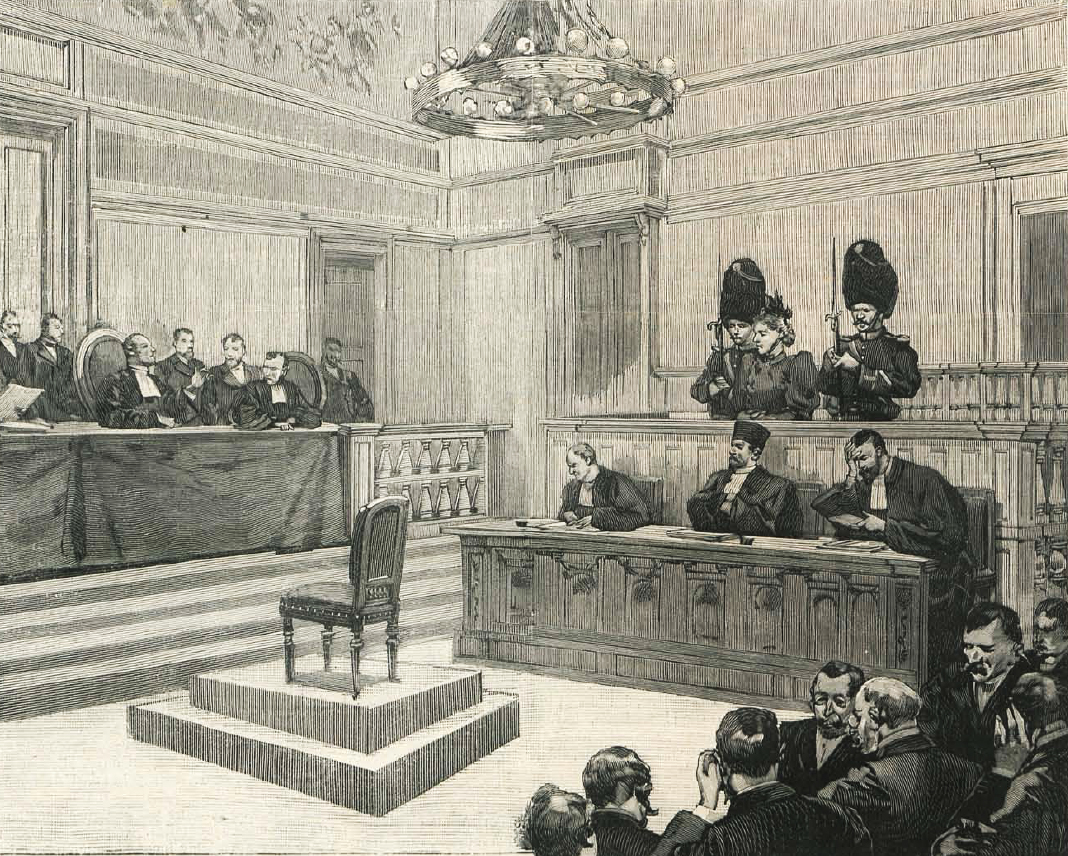
Marie-Thérèse Joniaux Ablaÿ face à ses juges en janvier 1895 (l'Illustration du 12 janvier 1895)

Le 17 mars 1893 un vieil oncle de son mari, âgé de 64 ans, ancien sénateur, meurt chez les Joniaux-Ablaÿ à la suite d'un repas familial. Ce dernier était sur le point d'épouser la femme avec laquelle il avait une relation depuis douze années et de reconnaître l'enfant qu'il lui avait fait. Il fallait à tout prix éviter ce mariage afin que le mari restât héritier dûment couché sur le testament de son oncle. Cet étrange décès, on parlera d'apoplexie cérébrale, ne soulèvera pas davantage de questions. Henri Joniaux hérita d'un beau portefeuille d'actions mais c'est d'argent frais que Marie-Thérèse Joniaux avait besoin.
En juin 1893, elle est aux abois. Elle a un besoin si impérieux d'argent qu'elle achète à crédit pour 900 francs belges d'argenterie pour aller, à peine sortie de chez le bijoutier, la déposer au Mont-de-piété. Elle réitère l'opération en janvier et en février 1894. L'enquête démontrera que ce besoin extrême de liquidité était lié au payement de la première prime trimestrielle (mais néanmoins mensualisée à la demande de Marie-Thérèse Joniaux) d'une assurance vie contractée à son bénéfice sur la tête de son frère Alfred pour un montant de 100 000 francs belges. Ce dernier, vivant à Paris, vient de perdre son emploi d'aide-comptable. Sa sœur lui propose de venir en Belgique pour une opération financière par laquelle elle pourrait lui verser une rente moyennant une assurance vie. Ils pourraient également mettre à profit le carnet d'adresses d'Henri Joniaux pour favoriser sa recherche d'emploi. Alfred Ablaÿ vient s'installer, contre l'avis de sa maîtresse, Marie Roguet restée à Paris, au 33, rue des Nerviens à Anvers. Le frère et la sœur régularisent rapidement le dossier auprès de la compagnie Gresham, le contrat est passé le 17 février 1894. Aux assureurs, elle explique que cette assurance est prise pour couvrir d'importantes avances qu'elle aurait faites à son frère. Marie-Thérèse paye la première mensualité et très vite, paye anticipativement les deux autres traites, conditions sine qua non pour que le contrat sorte ses effets, ce qui explique les achats d'argenterie à crédit et son dépôt immédiat au Mont-de-piété. Alfred meurt dans la nuit du 5 au 6 mars 1894, déclenchant l'enquête via la suspicieuse compagnie Gresham.

### Le procès
Le procès, très médiatisé en Belgique et à l'étranger, débute le 7 janvier 1895. La veille, l'acte d'accusation, accablant, est paru dans la presse dans son intégralité. Marie-Thérèse, précédée et suivie d'un gendarme coiffé d'un Colback noir, baïonnette au canon, se dirige d'un pas mal assuré vers le banc des accusés. Sa défense est assurée par deux avocats, Charles Graux et Paul Hendrickx. Le procès se déroule à la cour d'assises d'Anvers présidée par le juge Paul Holvoet, l'avocat général est Jean Servais. Le jury est quant à lui présidé par monsieur Barbou de Roosteren. 296 témoins seront entendus, de nombreux experts produits par l'accusation ou la défense dans le cadre de contre-expertises se succéderont à la barre. Le 3 février 1895 à 1h20 du matin, le président du jury livre les conclusions de ce dernier et condamne, à l'unanimité, ayant répondus oui aux six questions posées, Marie-Thérèse Joniaux née Ablaÿ à la peine de mort. Le 5 février 1895 elle adresse une lettre ouverte au directeur du journal L'Étoile belge clamant son innocence et dénonçant une erreur judiciaire. Elle écrit un mémoire où elle revient sur l'ensemble des points clefs du procès. Ce mémoire sera également publié par l'entremise de son avocat. Elle interjette près la cour de cassation un recours qui est rejeté. Comme le veut l'usage à cette époque, la sentence de mort est automatiquement commuée en détention à perpétuité. Elle quitte la prison d'Anvers où elle était détenue depuis le 17 avril 1894 et arrive à Mons, le 6 juin 1895 pour y purger sa peine. Elle meurt à Anvers en 1923 à l'âge de 79 ans.

### Les meurtres avérés ou suspectés
| Nom | Parenté                            | Date de mort                                               | remarques |
| --- | ---------------------------------- | ---------------------------------------------------------- | --- |
| Frédéric Faber                                                                                                  | Époux (mariage le 10 juillet 1869) | 4 décembre 1884                                            | Mort dans des circonstances suspectes, le juge d'instruction, Eugène Hayois de Termicourt, envisagea une autopsie mais dix années s'étant écoulées, les chances de retrouver des traces de poison étaient trop ténues. Il renonça. |
| Lionel AblaY | Neveu (fils d'Alfred qui suit)     | Mort par noyade dans un étang à Lubbeek le 26 octobre 1890 | Sera à l'origine de lettres anonymes envoyées par Marie-Thérèse Ablaÿ |
| Léonie Ablaÿ | Sœur                               | morte empoisonnée, le 24 février 1892                      | Autopsie pratiquée deux ans après les faits |
| Jacques Van de Kerkhove                                                                                         | Oncle                              | 1829 - mort empoisonné, le 17 mars 1893                    | Autopsie pratiquée un an après les faits |
| Alfred Ablaÿ | Frère                              | 1840 - mort empoisonné le 6 mars 1894                      | Dernier meurtre, une autopsie rapidement diligentée mettra en évidence la présence de morphine. |
| En gras les meurtres pour lesquels Marie Thérèse Joniaux fut reconnue coupable par un jury populaire d'assises. |                                    |                                                            | |